# Vapenkuppen i Järna
Vapenkuppen i Järna var en sprängning mot ett militärt mobiliseringsförråd i Järna utanför Södertälje 12 november 1986 av den så kallade Järnaligan. Det är den största förrådssprängningen någonsin. Ligan fyllde två bilar med automatkarbiner, pansarskott, handgranater och sprängdeg. För att dölja stölden sprängde man förrådet som flög i luften. Det var en enorm explosion, flera ton sprängmedel användes. Flera hektar skog jämnades med marken och skyltfönster krossades i Järna fem kilometer därifrån.
År 1993 dömdes Jussi Ondin till livstids fängelse för mord och mordförsök på belgiska polismän, sprängning av mobiliseringsförrådet i Järna, ytterligare ett mord och för ett grovt rån i Nyköping och ett i Vagnhärad. År 2000 rymde han från en permission från Tidaholmsanstalten. År 2005 rapporterades Jussi Ondin, som bytt namn till Tore Klangarv, ha avlidit i cancer på Kumlaanstalten där han avtjänade livstidsstraff.
År 2005 rapporterades att en medlem ur Järnaligan, Jan Nilsson alias Nisse Pistol, var med vid ett väpnat rån mot Ikea i Kållered utanför Göteborg. Rånarna var beväpnade med en AK5:a, ett hagelgevär och en revolver. Jan Nilsson var även med och rånade en bank tillsammans med Clark Olofsson 1975.